# Pierre Jean-Baptiste Legrand d'Aussy
Pierre Jean-Baptiste Legrand d’Aussy, né à Amiens le 3 juin 1737 et mort à Paris le 6 décembre 1800, est un historien, bibliothécaire, médiéviste et romaniste français, dont les ouvrages ont joué un rôle important dans la redécouverte à la fin du XVIIIe siècle de la littérature française du Moyen Âge, ainsi que dans l'histoire de l'alimentation en France.

## Biographie
Fils d’un employé de la Ferme générale, Pierre Jean-Baptiste Legrand prend le nom d’Aussy, du nom du château où son père résidait.
Il fait ses études au collège des Jésuites d’Amiens et commence son noviciat dans la Compagnie le 5 octobre 1753 ; il enseigne la rhétorique au collège jésuite de Caen, le Collège du Mont. Après la suppression de la Compagnie de Jésus en 1762, il s'installe à Paris où on lui confie l’éducation du fils du fermier-général Jean-Baptiste de Bouilhac. En 1770, il est nommé secrétaire de la direction des études à l’École militaire.
La Curne de Sainte-Palaye l'engage comme collaborateur pour ses recherches pour le Glossaire français ; le marquis de Paulmy l'associe à la rédaction des Mélanges tirés d'une grande bibliothèque (Legrand d'Aussy a ainsi accès aux ressources de la riche bibliothèque du marquis de Paulmy, noyau de la Bibliothèque de l'Arsenal, en particulier aux très nombreux manuscrits médiévaux) et à celle des extraits que le comte de Tressan faisait faire pour la Bibliothèque universelle des romans qui paraît en 112 volumes de 1777 à 1789 sous la direction de Charles-Joseph Mayer.
Legrand d'Aussy publie de 1779 à 1781 plusieurs volumes où il édite des œuvres littéraires en langue d'oïl du Moyen Âge : fabliaux, lais, contes, extraits de pièces de théâtre, morceaux choisis de romans,. Il les traduit et les adapte en français moderne, en justifiant ainsi ce choix dans la préface de l'édition de 1779 : « Il n'est pas possible de faire lire les Fabliaux autrement, que dans une traduction où l'on se permettra certaines libertés » et il ajoute à propos des Fabliaux et contes français publiés par Étienne Barbazan en 1756 : « De bonne foi, peut-on se flatter qu'il se trouvera des gens assez courageux pour entreprendre une lecture dans laquelle, dix fois à chaque phrase, il leur faudra consulter un vocabulaire ? C'est ne pas connoître les lecteurs françois que de leur présenter un pareil travail. Aussi l'ouvrage est-il resté inconnu » ; il élimine également les aspects grivois des fabliaux. Plusieurs romans médiévaux y sont édités pour la première fois comme Partonopeus de Blois, Blancandin ou l'Orgueilleuse d'Amour, le Chevalier à l'épée ou La Fille du comte de Ponthieu. L'ouvrage, qui inaugure la mise en circulation d’une importante partie de la littérature médiévale auprès du grand public, connaît le succès en France, ainsi qu'Europe : plusieurs traductions sont publiées en Angleterre de 1786 à 1800 et en Allemagne en 1795-1798,. Le recueil participe à la redécouverte des Lais de Marie de France ; ainsi Lanval publié dans le premier volume de 1779 dans une version sobre et raccourcie, est transformé en 1783 par Barthélemy Imbert dans ses Lectures variées en un conte en vers galant et précieux ; les dramaturges Dumaniant et Pierre-Nicolas André-Murville adaptent le lai, l'un en une « comédie-féerie » (Urbélise et Lanval), l'autre en une « comédie héroï-féerie » (Lanval et Viviane, ou les Fées et les chevaliers), représentées en avril et en septembre 1788 à Paris.
Dans une Dissertation sur les troubadours publiée en préface, Legrand d'Aussy affirme que les trouvères l’emportent sur les troubadours par l’esprit, l’imagination et le talent, L'Année littéraire l'approuve : « M. Legrand remet enfin les Provençaux à leur place », ce qui entraîne une controverse avec Laurent Pierre Bérenger, l’abbé Jean-Pierre Papon et d’autres auteurs originaires de Provence,.
Le marquis de Paulmy est à l'origine du projet de publication d'un ouvrage consacré à la vie privée des Français où il s'agissait de décrire tous les aspects de la vie quotidienne (logement, nourriture, vêtements, divertissements) ; il le confie à André-Guillaume Contant d'Orville qui publie en 1779 Précis d'une histoire générale de la vie des Français dans tous les temps et dans toutes les provinces de la monarchie, tome 3 des Mélanges tirés d'une grande bibliothèque ; mécontent du résultat, Paulmy charge Legrand d'Aussy de reprendre le projet ; à la suite de désaccords sur la paternité de l'ouvrage, ce dernier fait paraître le livre en 1782 sous son seul nom : Histoire de la vie privée des Français,. Legrand d'Aussy indique dans la préface qu'il va présenter non pas « les rois, les ministres, les généraux d’armée, et toute cette classe d’hommes fameux dont les talents ou les fautes, les emplois ou les intrigues ont produit le malheur ou la prospérité de l’État » mais « le bourgeois dans sa ville, le paysan dans sa chaumière, le gentilhomme dans son château, le françois enfin au milieu de ses travaux et de ses plaisirs, au sein de sa famille et de ses enfants ». Seul le premier volet est publié, consacré à la nourriture ; mais cette histoire de l’alimentation des Français, en présentant aussi bien les conditions matérielles de la production que les transformations du goût alimentaire, est un sujet inédit et original. L'ouvrage propose une histoire de la production alimentaire, une histoire de la cuisine et une histoire des manières de table ; il est organisé en cinq parties : « La nourriture tirée du règne végétal » ; « La nourriture tirée du régne animal » ; « Les mets apprêtés » ; « Les boissons » ; « Meubles et ustensiles propres aux repas » ; « Usages particuliers des repas » : Legrand d'Aussy s'intéresse aux habitudes gastronomiques et autres usages de la table des Français, à l’œnologie, au gibier et à la chasse, aux diverses corporations présidant à la cuisine, à l’origine et à la fabrication des aliments, à leur commerce, aux techniques employées dans les recettes culinaires.
Un de ses frères est nommé abbé de l'abbaye prémontrée Saint-André à Clermont ; Legrand d'Aussy lui rend visite et parcourt l’Auvergne à deux reprises en 1787 et en 1788 ; il publie en 1788 Voyage dans la haute et basse Auvergne, sous forme de lettres, où il décrit surtout les paysages, avec des considérations sur la géologie et la minéralogie de la chaîne des Puys ; l'ouvrage est traduit en allemand et publié à Bayreuth en 1791 sous le titre Reise durch Auvergne. Legrand d'Aussy publie en 1794 une seconde édition augmentée où il développe des observations sur les coutumes des habitants, l'agriculture et les manufactures, sur une communauté familiale à Thiers, disant s'être servi d’ouvrages imprimés et de mémoires manuscrits anonymes, et avoir interrogé des « médecins, négocians, ingénieurs, tout ce qui alors portait le nom de curé, de gentilhomme, d’homme de loi, de chanoine et de religieux » ; il s'y montre un bon observateur des gens et des choses d'Auvergne à la veille de la Révolution. Son ouvrage est représentatif de l'intérêt naissant pour les voyages à des fins de recherche scientifique et philosophique dans la France de la fin du XVIIIe siècle, à l'intention d'un public français de plus en plus intéressé par la connaissance du terrain, de la population, des coutumes et de l'économie de son propre pays, même si dans l'introduction Legrand d'Aussy présente un plaidoyer pour le développement des voyages en France.
En 1795, il est nommé conservateur au Département des Manuscrits de la bibliothèque du Roi pour le français et les langues modernes. Il commence une Histoire de la langue et de l’ancienne littérature française, des sciences, des arts et des usages, restée à l'état de manuscrit ; il publie un grand nombre d'analyses de poètes français du Moyen Âge, avec des extraits de leurs œuvres, dans les Notices et extraits des manuscrits de la Bibliothèque du Roi.
En 1798, il est élu membre de l'Institut de France, dans la classe des sciences morales et politiques.
Le 25 février 1799, Legrand d'Aussy lit à l'Institut son Mémoire sur les anciennes sépultures nationales et les ornemens extérieurs qui en divers temps y furent employés, sur les embaumements, sur les tombeaux des rois francs dans la ci-devant église de Saint-Germain des Prés, et sur un projet de fouilles à faire dans nos départements. Ce mémoire sur les « monumens qui appartiennent de plus près
à notre archéologie, à l’histoire primitive de notre nation, de notre pays et de nos arts » constitue un programme pour une archéologie préhistorique et médiévale propre à la France (il désigne les antiquités romaines comme n'appartenant « ni aux mœurs de nos pères ni à leur industrie » et n'étant « pour nous que des monuments étrangers érigés sur notre sol par un peuple vainqueur d'après ses arts et ses usages »). Il y présente la première approche typologique en archéologie funéraire, des tumuli proto-historiques aux mausolées médiévaux, avec la description des conditions de trouvaille de chaque sépulture, et propose un projet d'action : organiser une grande enquête sur les sépultures, avec l'envoi de questionnaires aux représentants de l'État dans l'ensemble des départements, effectuer de nouvelles fouilles sous le contrôle de l’État en les soumettant à autorisation, mettre en place des mesures de protection, exposer les objets découverts dans le Musée des Monuments français qui a été ouvert en 1795 à Paris en reproduisant les tombeaux intransportables, en raison de leur taille, avec de la pierre de Paris, afin de pouvoir y « étudier cette partie de notre histoire primitive, qui d’ailleurs est l’histoire commune de toute l’Europe » - ces propositions resteront sans suite dans l'immédiat,. Legrand d'Aussy est conscient de l'originalité des mégalithes de Bretagne, interprète la fonction du dolmen comme celle d'une sépulture et contribue à imposer le terme « menhir » (orthographié menir) que Théophile-Malo de La Tour d'Auvergne-Corret avait proposé le premier dans son ouvrage Origines gauloises en 1796,.
Il meurt subitement le 26 décembre 1800 ; Henri Pascal de Rochegude indique dans une note d'un de ses manuscrits : « Les lettres et moi avons eu le malheur de le perdre avant-hier, 15 frimaire an IX. Sa maladie ne paroissoit point grave ; en se levant pour prendre un remède, le sang sortit abondamment par le nez et il expira ».

## Publications

### Ouvrages
- Fabliaux ou contes du XIIe et du XIIIe siècle, traduits ou extraits d'après divers manuscrits du tems, avec des notes historiques et critiques, Paris, Eugène Onfroy, 1779-1781, 4 vol. ; le 4e volume a pour titre : Contes dévots, fables et romans anciens Premier volume, 1779, en ligne.
- Observations sur les troubadours, Paris, Eugène Onfroy, 1781, 68 p. Lire en ligne.
- Fabliaux ou contes du XIIe et du XIIIe siècle. Fables et roman [sic] du XIIIe. Nouvelle édition, augmentée d'une dissertation sur les troubadours, Paris, E. Onfroy, 1781, 5 vol. in-12.
- Histoire de la vie privée des Français depuis l’origine de la nation jusqu’à nos jours ; Paris, 1782, Ph. D. Pierres, 3 vol. Lire en ligne.
- Voyage dans la haute et basse Auvergne, Paris, Eugène Onfroy, 1788, in-8° Lire en ligne.
- Voyage fait en 1787 et 1788, dans la ci-devant Haute et Basse-Auvergne, aujourd'hui départemens du Puy-de-Dôme, du Cantal et partie de celui de la Haute-Loire. Ouvrage où l'on traite de ce qui regarde la nature du sol, les révolutions qu'il a éprouvées, ses productions, climat, météores, produits de volcanisation, mines, carrières, eaux minérales, mœurs des habitants, constitution physique, population, arts, commerce, manufactures, industrie, Paris, Imprimerie des sciences et arts, an III (1794), 3 vol. Lire en ligne.
- Vie d'Appollonius de Thyane, Paris, L. Collin, 1807, 2 vol.

### Mémoires publiés dans lesMémoires de l’Institut national des sciences et arts. Sciences morales et politiques
- « Notice sur l’état de la marine en France au commencement du quatorzième siècle », 1799, vol. 2, p. 302-375.
- « Mémoire sur les anciennes sépultures nationales et les ornemens extérieurs qui en divers temps y furent employés, sur les embaumements, sur les tombeaux des rois francs dans la ci-devant église de Saint-Germain des Prés, et sur un projet de fouilles à faire dans nos départements », 1799, vol. 2, p. 411-680 Lire en ligne. ; réédité en 1824 sous le titre Des sépultures nationales, et particulièrement de celles des rois de France Lire en ligne.
- « Mémoire sur l'ancienne législation de la France, comprenant la loi salique, la loi des Visigoths, la loi des Bourguignons », 1801, p. 382-466.
- « Voyage d'outre-mer et retour de Jérusalem en France par la voie de terre pendant les années 1432 et 1433 par Bertrandon de la Broquière », 1804, vol. 5, p. 422-637.